# Alfred Salter
Pour les articles homonymes, voir Salter.
Alfred Salter (né le 16 juin 1873 à Greenwich, Londres, et mort le 24 août 1945) est un médecin, un homme politique du Parti travailliste (Labour Party) et un pacifiste britannique.

## Médecin
Alfred Salter est né dans le district londonien de Greenwich en 1873. Il étudie la médecine au Guy's Hospital de Londres. Il est diplômé en 1896 et reçoit plusieurs distinctions en santé publique et en pathologie. Il travaille au Guy's Hospital et est engagé par le chirurgien Joseph Lister comme bactériologiste au Lister Institute of Preventive Medicine.
En 1898, il va vivre à Bermondsey, un quartier très pauvre où se trouve un établissement méthodiste fondé par le révérend, théologien et éducateur John Scott Lidgett (en). La principale source d'emplois pendant le XXe siècle et jusque dans les années 1970 était le port de Londres. Jusqu'à la nationalisation des docks après la Seconde Guerre mondiale, la plupart des travailleurs étaient des journaliers qui ne parvenaient pas à mener une vie décente. Dans le cadre du mouvement de réformation sociale Settlement movement, Alfred Salter met sur pied un système d'assurance maladie et des classes d'éducation populaire concernant les questions de santé.
Il épouse Ada Brown qui partage ses opinions politiques et sociales, et établit son cabinet médical à Bermondsey. Le couple s'engage ensemble contre la pauvreté dont souffrent les habitants de ce quartier populaire. Alfred choisit d'offrir ses services gratuitement à ceux qui ne peuvent payer. Ceci mène à la mise sur pied d'un service de santé complet et novateur dans ce quartier, avec la construction d'abris semi-aérés pour les personnes souffrant de tuberculose, la rénovation des bains publics, et la création de bibliothèques. Ada met sur pied un « Comité d'embellisement » (Beautification Committee) et parvient à transformer certaines rues de Bermondsey en avenues arborisées, elle obtient que des parterres fleuris soient plantés dans les cours d'églises et cimetières,.

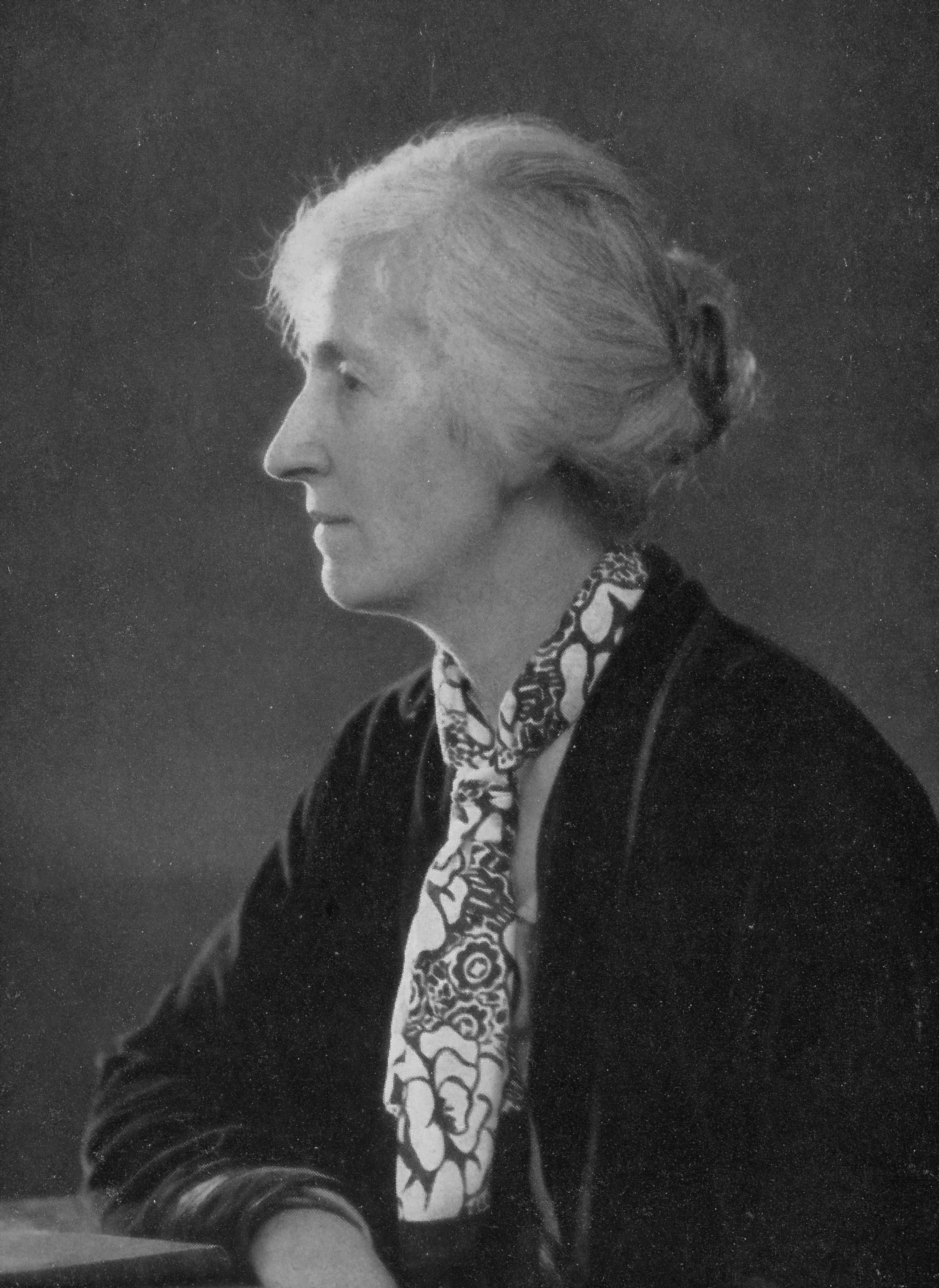
Ada Salter

## Famille
Ada Salter née Brown (1866-1942) vient d'une famille aisée de Raunds, Northamptonshire. Elle est allée à Londres en 1896 pour vivre dans les taudis de Saint-Pancras et Soho, dans un élan de zèle évangélique résultant de son éducation méthodiste. Elle a un véritable talent pour organiser des clubs sociaux pour les jeunes filles de la classe ouvrière. Elle déménage en 1897 à Bermondsey où ses clubs deviennent légendaires.
Ada épouse Albert Salter en 1900. Ils ont une fille née en 1902, Joyce. Ada et Albert ont voulu vivre au sein des taudis où se trouvait leur engagement, avec leur fille et malgré les maladies épidémiques y sévissant. Joyce contracte trois fois la scarlatine et en meurt en 1910. C'était leur unique enfant,.
En 1917, ils déménagent à Fairby Grange dans le Kent. Leur maison accueille en convalescence des soldats traumatisés et des objecteurs de conscience qui avaient été maltraités en prison. Plus tard ce lieu sert de camp d'été pour des enfants de Bermondsey et des femmes épuisées par les grossesses.

## Activité politique

### Politique locale
Alfred Salter s'est décidé à entrer en politique pensant qu'il pourrait ainsi amener des changements dans l'environnement sordide de Bermondsey, plus rapidement et plus profondément. Il est élu en 1903 au Bermondsey Borough Council ; il est aussi membre d'une structure destinée à mettre en œuvre la lutte contre la pauvreté (Board of guardians). En 1906 et 1907, il est élu au London County Council, en tant que membre du Progressive Party de Londres,. Dès 1909, Alfred Salter se présente sous la bannière du Parti travailliste indépendant (Independent Labour Party) et n'est pas élu, tout comme en 1910 et 1913,,.
Les élections ont été suspendues pendant la durée de la Première Guerre mondiale. En 1918, Alfred Salter est choisi comme candidat du Parti travailliste (Labour Party). Il est décrit par le quotidien britannique The Times comme l'un des idéalistes les plus instruits au sein du Parti travailliste, dévoué à travailler parmi les pauvres après une brillante carrière académique ; personne n'aurait de critiques à son encontre, mais ses opinions seraient extrêmes ; son attitude durant la guerre aurait été celle d'un pacifiste, même s'il n'admettait pas que ce terme populaire soit adéquat. C'est un candidat libéral qui est élu. En mars 1919, Alfred et sa femme Ada sont tous deux candidats du parti travailliste au London County Council, sans être élus. En novembre de la même année, Ada est élue au Bermondsey Borough Council (sorte de conseil municipal), où les travaillistes sont pour la première fois majoritaires. Elle est réélue en 1922 et devient la même année la première femme maire dans un borough londonien, tous partis confondus,.

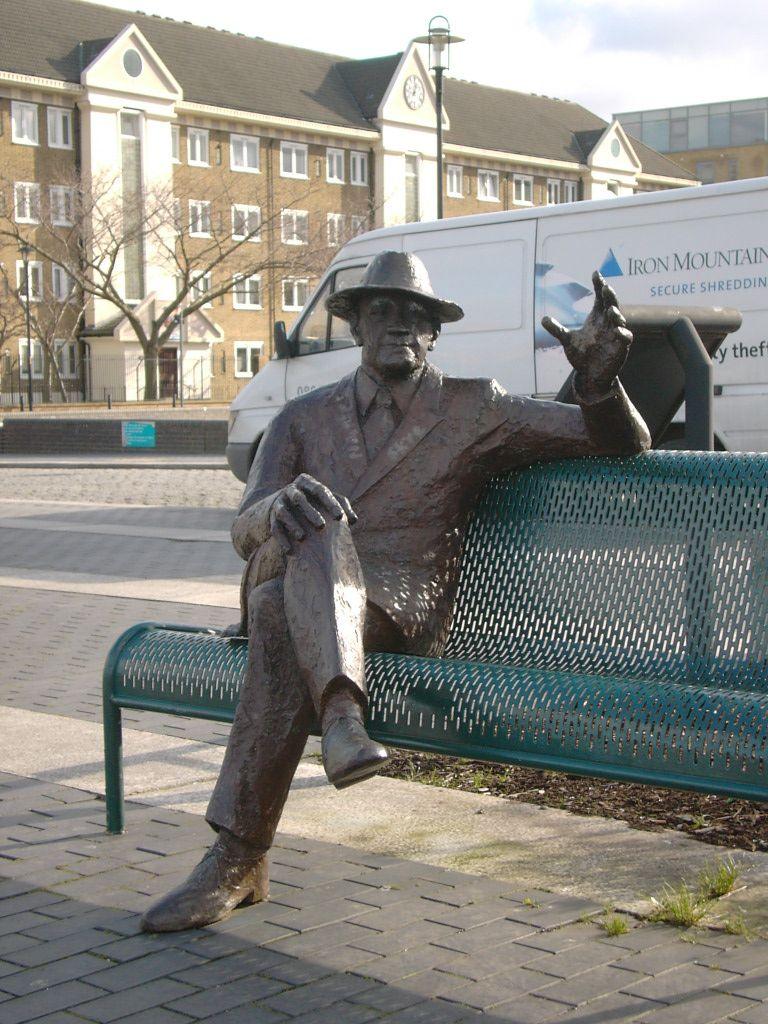
Statue d'Alfred Salter à Bermondsey, volée en 2011

### Parlementaire
Lors des élections générales britanniques de 1922, Alfred Salter est à nouveau candidat du Parti travailliste pour Bermondsey West et il est élu grâce à la division des opposants. C'est sa femme qui, en tant que maire et directrice du scrutin, l'a déclaré élu. De nouvelles élections générales se tiennent en 1923 et Salter perd son siège. L'instabilité politique conduit aux élections générales de 1924 et Salter est réélu, ainsi que lors des élections de 1929, 1931 et 1935. En très mauvaise santé, il meurt peu après avoir renoncé à se présenter aux élections de 1945.

## Convictions personnelles
Selon l'homme politique antimilitariste Fenner Brockway, Alfred Salter était connu quand il était jeune comme le « catalyseur du Settlement movement, militant républicain, militant socialiste, militant agnostique, militant Teetotaller, militant pacifiste ». Après une éducation religieuse stricte avec ses parents méthodistes, Alfred Salter devient agnostique durant ses études. C'est après son mariage avec Ada qu'il redevient chrétien et que tous deux se convertissent au quakerisme. Alfred était un pacifiste engagé, membre actif de la Peace Pledge Union. Il était aussi l'un des fondateurs de l'Association médicale socialiste (Socialist Medical Association). En 1936 il se fait l'avocat d'une nouvelle Société des Nations.
Il croyait qu'une politique d'apaisement permettrait d'éviter la guerre avec l'Allemagne, il dit en novembre 1938 que « l'Allemand moyen retirera son soutien à Hitler si nous montrons une volonté de justice ». L'échec de cette politique et le déclenchement de la Seconde Guerre mondiale l'ont rendu dépressif. Bien que son quartier ait été bombardé par la Luftwaffe durant le Blitz, il s'opposa pour des raisons morales aux bombardements stratégiques par la Royal Air Force Bomber Command, l'un des rares parlementaires à le faire.
Alfred Salter est un défenseur du Guild Socialism (contrôle de l'industrie par les travailleurs, les « guildes ») et du projet politique appelé associationalism. Il soutient aussi le mouvement de tempérance (anti-alcoolique) et crée une controverse quand il critique l'alcoolisme au sein de la Chambre des communes. Il soutient la liberté d'expression et démissionne de la section de Bermondsey du parti travailliste et de la bourse du travail locale quand une contre-manifestation est organisée pour empêcher l'Union britannique des fascistes de faire une marche dans le district.

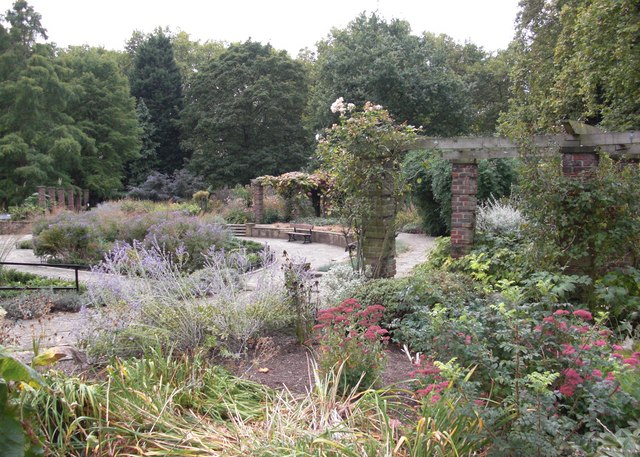
Roseraie Ada Salter

## Hommages
La mémoire d'Alfred et Ada Salter est honorée, pas tant pour leur engagement politique, mais surtout pour leur intégrité morale en tant que quakers, pour leurs principes égalitaires, pour leur travail social dans les taudis, et pour la perte tragique de leur fille Joyce.
L'école primaire Alfred Salter s'est ouverte en 1995 pour faire face à la demande croissante à Rotherhithe, à la suite de la reconstruction des anciens docks de Surrey. La roseraie Ada Salter se trouve proche du parc de Southwark Park.
Le pont Alfred Salter est une passerelle piétonnière entre Stave Hill et Redriff Road, dans le Russia Dock Woodland.
Une statue d'Alfred Salter assis sur un banc, à Bermondsey, a été volée en novembre 2011 (probablement pour la valeur du bronze). Une campagne de dons est parvenue à rassembler 60 000 £ qui ont permis de placer en novembre 2014 deux nouvelles statues : Ada debout et Alfred assis,.
Une série de conférences ayant lieu chaque année (Salter Memorial Lecture) est organisée par la Quaker Socialist Society en marge de la rencontre annuelle de la Société religieuse des amis (quakers) en Grande-Bretagne.